# Báni járás

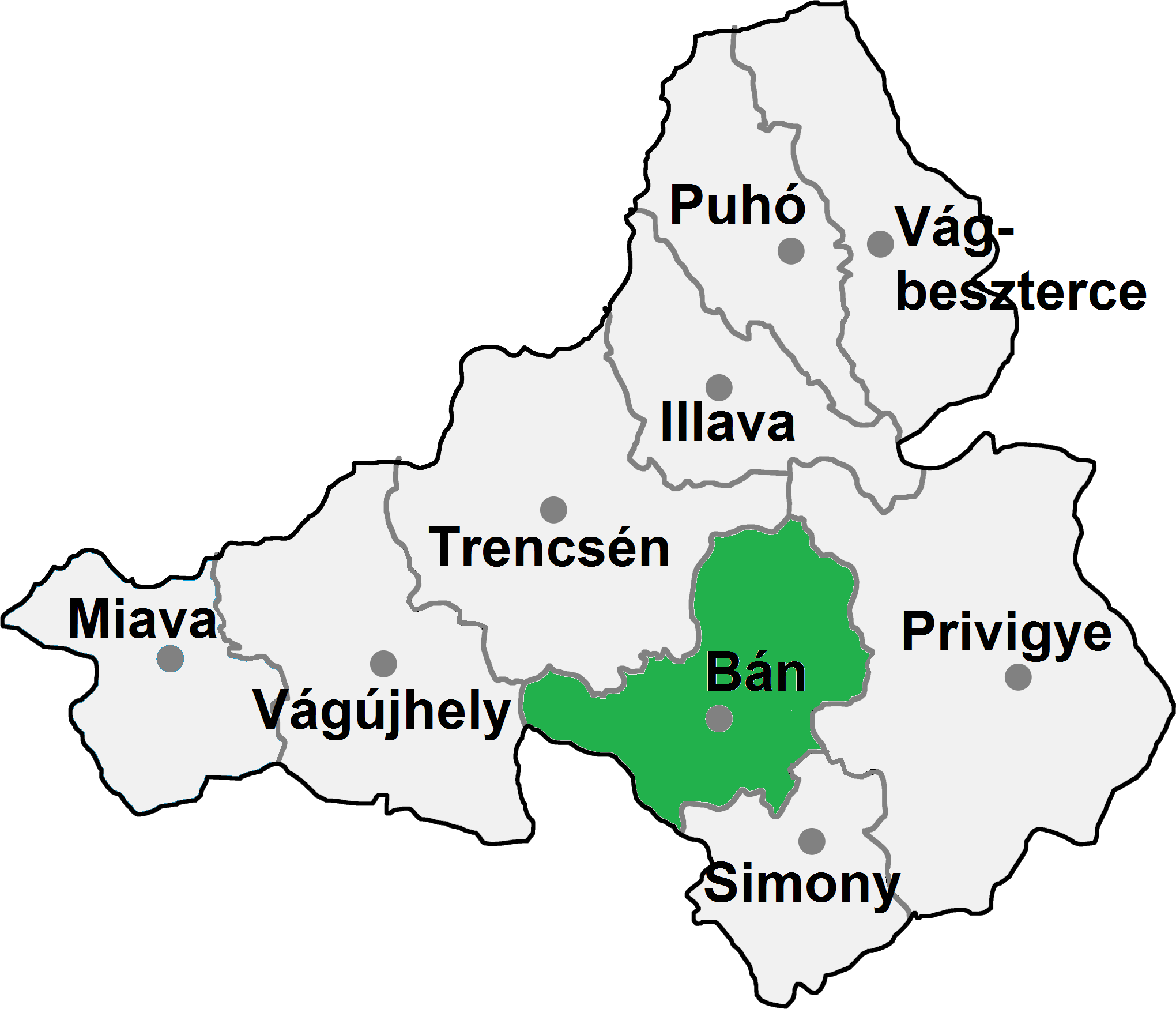
A Báni járás

A Báni járás (Okres Bánovce nad Bebravou) Szlovákia Trencséni kerületének közigazgatási egysége. Területe 462 km², lakosainak száma 37 128 (2011), székhelye Bán (Bánovce nad Beberavou). A járás legnagyobb része az egykori Trencsén vármegye területére esik, egy kis rész pedig Nyitra vármegye területe volt.

## Népessége
| Év:            | 1994.  | 2004.   | 2014.   | 2024.   |
| -------------- | ------ | ------- | ------- | ------- |
| Emberek száma: | 38 695 | 38 385  | 36 833  | 34 910  |
| Eltérés:       |        | -0,80 % | -4,04 % | -5,22 % |

| Év:            | 2023.  | 2024.   |
| -------------- | ------ | ------- |
| Emberek száma: | 35 186 | 34 910  |
| Eltérés:       |        | -0,78 % |

## A Báni járás települései
- Alsóneszte (Dolné Naštice)
- Alsószalatna (Slatinka nad Bebravou)
- Aranyosd (Zlatníky)
- Bán (Bánovce nad Bebravou)
- Báncsipkés (Šípkov)
- Bánkaraszna (Krásna Ves)
- Bánluzsány (Podlužany)
- Bánnyíres (Brezolupy)
- Bánpecsenyéd (Pečeňany)
- Bánruszkóc (Ruskovce)
- Bántölgyes (Dubnička)
- Bánudvard (Dvorec)
- Borcsány (Borčany)
- Búzásradosa (Žitná – Radiša)
- Csarnólak (Čierna Lehota)
- Csermely (Omastiná)
- Dezsér (Dežerice)
- Eszterce (Otrhánky)
- Felsőneszte (Horné Naštice)
- Felsőszalatna (Slatina nad Bebravou)
- Halács (Haláčovce)
- Kesnyő (Kšinná)
- Kisradna (Malá Hradná)
- Kisvendég (Malé Hoste)
- Libáka (Libichava)
- Litó (Ľutov)
- Mézgás (Miezgovce)
- Nagydraskóc (Veľké Držkovce)
- Nagyhelvény (Veľké Chlievany)
- Nagyvendég (Veľké Hoste)
- Nyitranádas (Nedašovce)
- Pohába (Pochabany)
- Peres (Pravotice)
- Poroszi (Prusy)
- Ribény (Rybany)
- Sissó (Šišov)
- Timorháza (Timoradza)
- Terbók (Trebichava)
- Újülés (Chudá Lehota)
- Újvíz (Cimenná)
- Viszocsány (Vysočany)
- Zayugróc (Uhrovec)
- Zayváralja (Uhrovské Podhradie)